# مقاطعة بريسك (ميشيغان)
مقاطعة بريسك هي مقاطعة في ميشيغان، بلغ عدد سكانها 13٬376  نسمة، في 2010، عاصمتها روجرز سيتي، تبلغ مساحتها 6٬663 كيلومتر مربع.

## الموقع
تشترك في الحدود مع:
- مقاطعة تشيبيوا (ميشيغان)
- مقاطعة تشيبويجان (ميشيغان)
- مقاطعة مونتمورنسي (ميشيغان)
- مقاطعة ألبينا
- مقاطعة ماكيناك.

## التقسيمات الإدارية
- روجرز سيتي.